# 答嘴鼓
答嘴鼓，又名拍嘴鼓、触嘴古、桷嘴鼓、答咀鼓、答啄鼓、答喙鼓 ，是一种流行于福建厦门、泉州、漳州和台湾的曲艺形式。在闽南语中，“答”、“拍”、“触”指斗嘴、打诨，“嘴鼓”、“啄鼓”指嘴巴。
答嘴鼓为两人对口表演，使用闽南方言，讲究说学逗唱而以“说”为主，互相斗嘴、争辩，内容风趣幽默，语言采用四句接连严格押韵的“四句联”形式，富有节奏感。单人表演则需要模仿两个人物的口气。因其形式类似相声，故也被喻为“闽南方言相声”。
明末郑成功率兵进驻台湾后，闽南甲士也把“四句联”的形式带入台湾，称为“触嘴古”，在押韵上较为自由。
除了作为独立的曲艺形式，答嘴鼓也常穿插在其他场合中。如梨园戏、高甲戏中经常使用答嘴鼓来插科打诨，佛教、道教道场也穿插答嘴鼓，还有一些广告也采用这种形式。
答嘴鼓的传统书目有《目连救母》、《游地府》、《乌猫乌狗》、《瞎子哑巴打架》等。著名艺人有宋集仁（艺名“兰波里”）、林鹏翔等。
2006年，答嘴鼓成为第一批中国国家级非物质文化遗产。